# Антитела из тяжёлых цепей
Антитела́ из тяжёлых цепе́й (англ. Heavy-chain antibody) — класс антител, у которых имеются лишь две тяжёлые цепи и отсутствуют две лёгкие. Они связывают антигены вариабельными доменами, расположенными на тяжёлых цепях (VH), в отличие от обычных антител, у которых во взаимодействии с антигеном также принимают участие вариабельные домены лёгких цепей (VL). В природе антитела из тяжёлых цепей имеются только у хрящевых рыб и верблюдовых, но на их основе разрабатываются искусственные терапевтические фрагменты антител — так называемые однодоменные антитела (англ. Single-domain antibody).

## История изучения
В 1989 году группа учёных, возглавляемая Раймондом Хэймерсом из Брюссельского свободного университета, изучала иммунную систему одногорбых верблюдов. Кроме обычных антител, состоящих из четырёх цепей, они нашли антитела, состоящие только из двух тяжёлых цепей. Сообщение об этом открытии было опубликовано в журнале Nature в 1993 году. В 1995 году группа исследователей из Университета Майами нашла другие антитела, состоящие только из двух тяжёлых цепей, у акул.

## У хрящевых рыб
Антитело из тяжёлых цепей у хрящевых рыб называется иммуноглобулином с новым антигеновым рецептором (англ. immunoglobulin new antigen receptor (IgNAR)). IgNAR имеют пять константных доменов на цепь вместо обычных трёх, несколько дисульфидных связей в необычных позициях, а регион определения комплементации 3 (англ. complementarity determining region 3 (CDR3)) формирует вытянутую петлю, которая закрывает участок, который у обычных антител связывается с лёгкой цепью. Эти отличия, вкупе с филогенетическим возрастом хрящевых рыб, дали основу гипотезе, согласно которой IgNAR более близки к первичным антиген-связывающим белкам, чем иммуноглобулины млекопитающих. Акулы и, вероятно, другие хрящевые рыбы имеют и антитела из четырёх цепей: иммуноглобулины M и иммуноглобулины W.

## У верблюдов
Единственные млекопитающие, у которых есть антитела из тяжёлых цепей, — это представители семейства верблюдовых: верблюды, ламы и викуньи. У этих организмов антитела из тяжёлых цепей возникли в результате утраты одного из константных доменов (CH1) в тяжёлой цепи, а их вариабельный домен (VH) подвергся дополнительным модификациям. Два этих участка необходимы для связывания с лёгкими цепями. Антитела из тяжёлых цепей верблюдов и родственных млекопитающих имеют общие черты с аналогичными антителами хрящевых рыб: они тоже имеют вытянутую петлю CDR3 и имеют схожую конформацию CDR1. Считается, что это сходство — результат конвергентной эволюции и появилось в связи с функциональными особенностями. Около 50 % антител верблюдов и близких видов составляют типичные для млекопитающих антитела из четырёх цепей. Существуют ли животные, обладающие только антителами из тяжёлых цепей, неизвестно.
Антитела из тяжёлых цепей верблюдов и родственных животных по специфичности не уступают обычным четырёхцепочечным антителам, к ним применимы стандартные методы выделения и наработки ex vivo в больших концентрациях. Благодаря меньшим размерам эти антитела хорошо подходят для бактериальной трансформации, что делает их удобными исследовательскими инструментами. В настоящее время в исследовательских целях получают антитела из тяжёлых цепей, называемые нанотелами (англ. nanobodies), обладающие различными биохимическими свойствами. Например, верблюжьи нанотела используют для оценки количества молекул фактора свёртывания крови VIII в плазме крови человека, кроме того, было предложено использовать их для детекции тау-белка в нейронах, что может иметь значение для диагностики и лечения болезни Альцгеймера.

## Однодоменные антитела (нанотельца)
Альтернативой, природным однодоменным антителам из тяжёлых цепей являются однодоменные антитела искусственно полученные из обычных антител мыши, кролика или человека.
Опыты с видами верблюдовых и акул труднодоступны поскольку их содержание и иммунизация требуют особых условий. Поэтому удобнее работать с трансгенными грызунами, которые продуцируют функциональные антитела тяжелой цепи верблюдовых или гибридные антитела тяжелой цепи ламы-человека. К примеру, трансгенных мышей, несущих VH альпаки, одногорбого верблюда и двугорбого верблюда, использовали для выделения сильнодействующих нейтрализующих VH, которые распознают эпитопы, недоступные для обычных антител. Трансгенных мышей которые генерируют вариабельные домены тяжелой цепи антител человека с высокой аффинностью, высокой растворимостью и устойчивостью к агрегации можно будет использовать для производства различных терапевтических средств.